# Pau Casals
Pau Casals Defilló, noto anche col nome ispanizzato Pablo Casals ([ˈpaw kəˈzaɫs]; El Vendrell, 29 dicembre 1876 – San Juan, 22 ottobre 1973), è stato un violoncellista, compositore e direttore d'orchestra spagnolo.
È considerato il fondatore della moderna tecnica violoncellistica ed è noto per la sua registrazione delle Sei suites per violoncello solo di Johann Sebastian Bach e per l'opera di recupero che compì su di esse.

## Biografia
Di origine catalana, visto che il regime in Spagna imponeva ai cittadini di utilizzare il loro nome in lingua spagnola, Pau Casals fu costretto ad utilizzare nei documenti ufficiali il nome spagnolizzato Pablo, col quale divenne poi noto. Ripudiò manifestamente la nazionalità spagnola e il regime franchista in più occasioni, come quando eseguì nel Palazzo di Vetro un inno per le Nazioni Unite e fu insignito da U Thant della medaglia della pace delle Nazioni Unite per la sua presa di posizione a favore della pace, della giustizia e della libertà nel regime franchista. In quell'occasione pronunciò un famoso discorso in inglese sulla nazionalità catalana, contraddistinto dall'esordio: "I am a Catalan" ("Io sono un catalano").
A 5 anni era soprano del coro della chiesa del suo paese, a 7 suonava il pianoforte, il violino e l'organo e componeva.
Ribellatosi alla decisione del padre (che pure era stato il suo maestro), che lo voleva carpentiere, Casals si recò a studiare il violoncello alla scuola municipale di musica di Barcellona, poi a Madrid, quindi a Parigi, suonando nei bistrot e nelle sale da ballo per vivere. Nel 1897 diventò professore di violoncello al conservatorio di Barcellona e quindi fondò un quartetto.
A 23 anni, grazie all'interessamento dell'eminente direttore francese Charles Lamoureux, debuttò a Parigi e cominciò una carriera di successi in Europa e nelle Americhe. Nel frattempo si dedicava al progresso della cultura musicale del suo paese, fondando l'Orchestra Pau Casals e l'Associazione Concertistica dei Lavoratori.
Con Alfred Cortot e Jacques Thibaud costituì un trio nel 1905.
Nel 1914 tenne un recital al Teatro La Fenice di Venezia.
Al Metropolitan Opera House di New York debuttò in concerto nel 1914 e vi ritornò con un concerto nel 1915, due concerti nel 1916, uno nel 1920 e l'ultimo nel 1922.
Allo scoppio della Guerra civile spagnola si schierò contro i militari franchisti. Per nove anni visse ritirato a Prades in Francia, e solo dal 1950, riprese la sua attività.
Ha insegnato all'Accademia Musicale Chigiana di Siena. Fra i suoi allievi diventati celebri vi sono Gaspar Cassadó, Jacqueline du Pré, Angelica May e anche Leopold Rostropovich, padre e primo insegnante di Mstislav Rostropovich.
Morì a Porto Rico a 96 anni, nel 1973.

## Opere
Virtuoso della tecnica violoncellistica, sostenne un approccio allo strumento improntato a Libertà con ordine (in inglese Freedom with Order), studiando un equilibrio fra tensione e rilassamento nella mano sinistra del violoncellista, funzionale alla trasmissione dei contenuti emotivi della musica. Nell'ambito delle sue molte esecuzioni, è specialmente ricordato per le Sei suite per violoncello solo di Bach, che riscoprì, facendole rientrare nel repertorio violoncellistico e trasformando la loro esecuzione nell'apice del virtuosismo violoncellistico del XX secolo.
Dopo la sua registrazione delle suites per violoncello, in molti compositori maturò il riconoscimento del violoncello come strumento solista, tanto che il repertorio per violoncello solo nella prima metà del XX secolo crebbe a dismisura: fra il 1900 e il 1960 furono scritte oltre 160 composizioni per violoncello, tra cui molti concerti per violoncello.

Sebbene virtuoso del violoncello, Casals considerava l'orchestra lo "strumento" più completo. Come compositore ha scritto sinfonie, quartetti d'archi, canzoni, sonate per piano e violoncello, pièces per solo violino e violoncello e il monumentale oratorio El Pessebre (Il presepio) per solisti, coro e orchestra sinfonica. Mentre era in vita, comunque, sol per alcune ha permesso che venissero pubblicate.

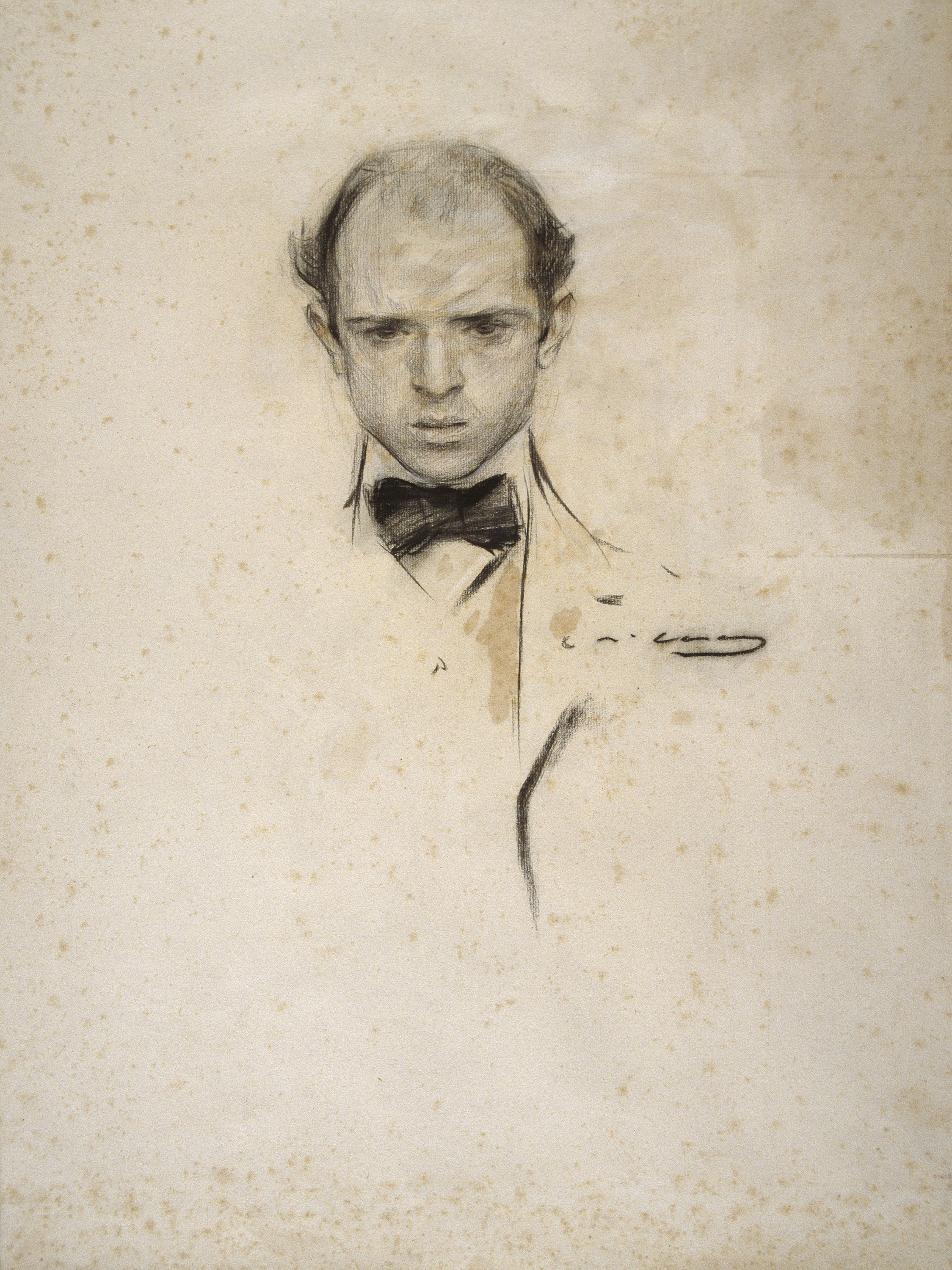
Pau Casals ritratto da Ramon Casas (MNAC)

Il 1972 ricevette l'incarico di comporre l'Inno delle Nazioni Unite su testo del poeta W. A. Auden.

## Discografia parziale
- J.S. Bach, Suites Pour Violoncelle Seul N° 1 En Sol Majeur/N° 2 En Ré Mineur – Pablo Casals, 1936/1938 La Voix De Son Maître/His Master's Voice (Grammy Hall of Fame Award 1985)
- Dvořák, Concerto For 'Cello In B Minor, Op. 104 – Pablo Casals, Czech Philharmonic Orchestra, George Szell, 1938 RCA Victor (Grammy Hall of Fame Award 1998)